# Pascal Danaë
Pascal Danaë est un auteur, compositeur et interprète français. Il a créé le groupe de blues créole Delgres et a joué dans le groupe de musique du monde Rivière noire, groupe nommé aux victoires de la Musique. 

## Biographie
Il est né en banlieue parisienne à Argenteuil et y grandit avec ses six frères et sœurs. Son père était électricien et violoniste amateur et sa mère femme au foyer . Titulaire d'une licence de musicologie, il part à Londres en 1997, ou il va ensuite rencontrer sa femme et va y vivre sept ans. De cette expérience naît en 2007 son premier album folk London Paris produit chez Sony Music .
En février 2003, Pascal Danaë fait la première partie d'Astonvilla à l'Olympia. Il suivra également le groupe Simply Red lors de sa tournée européenne.
Au cours de sa carrière, Pascal Danaë travaille avec Gilberto Gil, Peter Gabriel, Youssou N’Dour, Neneh Cherry, Morcheeba, Manu Katché, Laurent Voulzy ou encore Ayọ. Il coécrit Tell me Why et Kilyoum extraits de l’album Mesk elil de la chanteuse algérienne Souad Massi, meilleur album en 2006 aux BBC Awards et aux Victoires de la musique.
En 2009, Orlando Morais contacte Pascal dont il admire le travail. Puis celui-ci propose à Orlando d'intégrer Jean Lamoot à leur travail, pour former le trio Rivière noire. L'album éponyme, qualifié par la radio Nova comme Le retour aux racines africaines de la musique brésilienne, sort le 20 janvier 2014.

## Discographie
- 2018 : Mo Jodi avec le groupe Delgres
- 2021 : 4:00 AM avec le groupe Delgres
- 2024: Promis Le Ciel (single)
- 2024: Walking Alone (single)
- 2024: Promis Le Ciel avec le groupe Delgres (sortie prévue le16/02/2024)